# Горностай, Анна
Анна Горностай (пол. Anna Gornostaj) — польская актриса кино, театра, радио и телевидения.

## Биография
Родилась в Варшаве. Актёрское образование получила в Государственной высшей театральной школе (теперь Театральная академия имени Александра Зельверовича) в Варшаве, которую окончила в 1982 году. В том же году дебютировала в театре, а годом позднее —  в кино. Актриса театров в Варшаве. Выступает в спектаклях польского Театра телевидения  с 1983 и Театра Польского радио с 1989 года.

## Фильмография
- 1983 — Соболь и панна / Soból i panna
- 1985 — Девушки из Новолипок / Dziewczęta z Nowolipek
- 1985 — Дезертиры / C.K. dezerterzy
- 1985 — Я против / ... jestem przeciw
- 1986 — Предупреждения / Zmiennicy
- 1986 — Тюльпан / Tulipan (в 3-й серии)
- 1989 — Порно / Porno
- 1989 — После падения / Po upadku. Sceny z życia nomenklatury
- 1990 — Декалог 6 / Dekalog VI
- 1990 — Декалог 10 / Dekalog X
- 1995 — Молодые волки / Młode wilki
- 2002 — День психа / Dzień świra
- 2006 — Каждый из нас — Христос / Wszyscy jesteśmy Chrystusami
- 2009 — Хель / Hel